# Boris Berezovsky (pianista)
Boris Vadimovich Berezovsky (em russo:  Бори́с Вади́мович Березо́вский; Moscou, 4 de janeiro  1969) é um virtuoso pianista russo.